# Copris potanini
Copris potanini là một loài bọ cánh cứng trong họ Bọ hung (Scarabaeidae).